# Epic Games対Apple訴訟
Epic Games対Apple訴訟（エピックゲームズたいアップルそしょう）は、2020年8月にアメリカ合衆国カリフォルニア州北部地区連邦地方裁判所でAppleに対してEpic Gamesが提起したApp StoreにおけるAppleの慣行に関連した訴訟問題。
Epic Gamesの創業者兼CEOであるティム・スウィーニーはこれまで、App Storeで購入するたびにAppleが徴収する30パーセントの手数料（レベニューシェア）に異議を唱え、同社が開発・配信しているゲームアプリ『フォートナイト』において、徴収される手数料を回避するか、少なくしてもらおうと考えていた。2020年8月13日（現地時間）、Epic Gamesは『フォートナイト』にApp Storeの支払い方法を迂回できるようにする独自の決済システム「Epic direct payment」を導入した。それを受け、Appleは導入されたシステムが規約違反であるとして、ゲームをApp Storeから削除。同日、Epic Gamesが訴訟を起こした。結果、2021年9月10日、担当判事は、手数料は適正であると判断しEpic GamesにAppleへおよそ360万ドル支払いを命じた一方、外部決済オプションを許可するようAppleへ命じた。
また、Android向けのゲームにも同じ決済システムを実装したため、App Storeにおけるゲームの削除から数時間後、同様の理由でGoogle Play ストアからもゲームが削除された。これを受けEpic Gamesは、Googleに対しても訴訟を起こした（ § Epic Games対Google訴訟）。

## 背景
2017年初旬、Epic Gamesの創業者でCEOのティム・スウィーニーは、ValveのSteamやAppleのApp Store、Google Playなどのデジタルストアが30パーセントの収益分配（レベニューシェア）を受ける必要性に疑問を呈していた。コンテンツ配信の水準やその他の必要な要因を考慮すると、8パーセントの収益分配でいずれのデジタルストアも十分な利益を上げ、運営できると主張していた。2019年には、コンシューマー、コンピュータ、モバイルプラットフォーム全体で30パーセントの収益分配が業界標準となっており、スウィーニーは、「ハードウェアへの莫大な投資があり、多くの場合でパブリッシャーと幅広いパートナーシップを結んでいるマーケティングキャンペーンがある」コンシューマーでは、このような高い収益分配でも理にかなっていると述べた。しかしながら、携帯機器やPCなどのオープンプラットフォームでは、サービスに対するコストが不釣り合いであるとしている。Epic Gamesストアを開設した理由の一部は、Epic Gamesが低い収益分配（12パーセント）でも運営できるということを実証するためでもあった。
2018年に『フォートナイト』のバトルロイヤルゲームモードの人気に伴い、PCから他のプラットフォームへと拡大していく中、Epic Gamesは基本プレイ無料のゲームを携帯機器でも遊べるようにするための方法を模索していた。Epic Gamesが最初にAndroidクライアントの『フォートナイト』をリリースしたとき、Googleにゲーム内のマイクロトランザクションからの収益を受け取らせたくなかったため、Google Play ストアアプリとしてではなく、サイドローディングパッケージとして提供していた。しかしながら、多くのセキュリティ上の懸念や、Google Play ストア上で『フォートナイト』になりすまそうとする多数の悪徳なクローンアプリが出現するようになり、Epic Gamesは2020年4月までにサイドローディング版の配信を中止し、Google Play ストアでのゲーム作品の正式配信を開始した。一方のAppleはiOSデバイス上でのサイドローディングを許可していないため、2018年からApp Store上で同作を配信していた。
2020年中旬、Googleを含むビッグ・テック企業に対する反トラスト法（独占禁止法）違反容疑を調査する米国議会の大規模な公聴会や、欧州連合 (EU) でのAppleの調査が行われた。その際に、スウィーニーはAppleとGoogleが徴収している30パーセントの収益分配についての姿勢を改めて表明した。スウィーニーは7月のCNBCのインタビューにおいて、「Appleはソフトウェアの流通、収益化に関する絶対的な独占を発明することで、エコシステムをロックダウンし、機能不全に陥った」と述べ、「Googleはユーザインタフェースの障壁や障害物を設けることで、競合するストアを本質的・意図的に窒息させている」と述べている。さらに、「すべての開発者が独自の支払い方法を受け入れ、AppleやGoogleによる30パーセントの税金を回避することができれば、節約した金額をすべての消費者に還元することができ、プレイヤーはより良い商品を手に入れることができるだろう。そして、経済的な競争が生まれる。」と続けた。
AppleがマイクロソフトのxCloudのようなクラウドゲームサービスは、Appleの審査を迂回するコンテンツを許可するため、iOSデバイス上での配信は許可されないと述べた後、スウィーニーは「Appleはメタバースを非合法化した。彼らが述べている原則は文字通り、xCloudやStadia、GeForce Nowだけでなく、『フォートナイト』や『Minecraft』、『Roblox』も同様に、すべてのクロスプラットフォームにおけるエコシステムやユーザーが作成するモードを持つゲームを除外することになる。」と自身のTwitterで発言した。

### Epic Direct Payment
今回の問題の一因である、Epic Direct PaymentはEpic Gamesが提供するApp StoreとGoogle Playでの支払い方法でEpic Direct PaymentはFortniteおよびEpic GamesストアのPC、Mac、Androidでトランザクションを処理するために使用している支払いシステムと同じもの。また、 Fortnite内でEpic Direct Paymentを使用することで、最大20％の割引になる。そのようなことができるのはEpicが支払い処理の値下げ分を還元するためである。

#### セキュリティー
- 2017年 - Epic Direct Payment(エピックディレクトペイメント)がPCI-DSSに準拠
- 2020年7月 - Epic Direct Payment(エピックディレクトペイメント)がRSI SecurityによるPCI-DSS準拠の監査に不具合なしで合格。[24]。

## 法的措置の経過

### Epic Gamesによる提訴
2020年8月13日、Epic Gamesは、iOSおよびAndroidを含むすべてのプラットフォームにおけるゲームアプリ『フォートナイト』をアップデートし、Epic Gamesから直接購入（課金）できる決済システム「Epic direct payment」を実装、このシステムを介して購入した場合の「V-Bucks」（ゲーム内通貨）の価格を20パーセント引き下げた。iOSおよびAndroidユーザーがAppleまたはGoogleのストアを通じて購入した場合、この割引は適用されず、Epic Gamesはこの割引について、AppleとGoogleによる30パーセントの収益分配により適用できないと述べている。その後数時間のうちに、AppleとGoogleの支払い方法を回避する手段が規約違反となり、両方のストアから『フォートナイト』が削除された。
Epic Gamesはすぐに、アメリカ合衆国カリフォルニア北部地区連邦地方裁判所において反トラスト法（独占禁止法）違反および反競争的行為を理由に、AppleとGoogleに対して個別の訴訟を起こした。いずれの訴訟もオバマ政権時代に米国司法省の反トラスト法部門において責任者を務めていたクリスティン・バーニーを弁護士として起用した。また、Epic GamesはAppleに対する訴訟の一環として、Appleが当時、IBMに挑戦するために使用していた広告「1984」をパロディにした「Nineteen Eighty-Fortnite」と題した動画をYouTubeやゲーム内などで公開した。
Appleに対する訴訟では、App Storeとその支払い方法に関して、反トラスト法違反行為であるとし、これらは連邦シャーマン法とカリフォルニア州のカートライト法に違反していると非難した。Googleに対する訴訟では、Googleの過去のスローガン「Don't Be Evil（邪悪になるな）」に異議を唱え、Google Playストアとその支払い方法に関して、Appleの場合と同様にシャーマン法とカートライト法に違反していると主張した。Epic Gamesは、いずれの場合も損害賠償を求めていないが、その代わりに「数億人の消費者と、数万人ものサードパーティーアプリ開発者に直接影響を与えるこれらの2つの主要市場における公正な競争を許可する差し止めによる救済」を求めた。この翌日、スウィーニーは自身のTwitterにおいて、「私たちは、スマートフォンを買った人が自分で選んだソースからアプリをインストールする自由、アプリのクリエイターが自分の好きなようにアプリを配布する自由、その両者が直接ビジネスをする自由を求めて戦っている。」「主に訴えたいことは『スマートフォンのメーカーは何をしてもいい』ということ。これはひどい考えだ。私たちには権利があり、それを否定するものから権利を守るために立ち向かう必要がある」とコメントした。
8月18日、AppleはEpic Gamesに対し、8月28日までにApp StoreとiOSおよびmacOS向けの開発者アカウントとツールへのアクセスを終了すると通達した。これによりEpic Gamesは、iOSおよびmacOS向けの開発ツールへのアクセスを失うと、同社の開発するゲームエンジン「Unreal Engine」の開発やサポートにも影響を与え、同ゲームエンジンを使用するすべての開発者にも影響を与えるとし、これを阻止するとともに、Appleによる『フォートナイト』の削除を差し止める要請を行った。差し止め要請に対しAppleは、アプリの削除に先立つ6月、Epic GamesがApp Store上で『フォートナイト』を運営するために、ユーザーが直接Epic Gamesに支払うことができるようにするための特別な取引を電子メールで打診していた。しかし、Appleがこれを認めなかったため、8月13日のアップデート前にEpic Gamesから連絡があり、App Storeの規約に違反するつもりであることを表明していたと述べている。さらに、この「緊急事態」はEpic Gamesによる自作自演だとしている。スウィーニーはこれに対し、電子メールではEpic Gamesだけでなく、すべてのiOS開発者にこの種の免除を拡大することをAppleに求めていたと述べている。
8月23日、Epic Gamesはマイクロソフトの支持を受け、Appleに対する回答を提出した。具体的には、Unreal Engineを使用しているすべての開発者に影響を与えるとして、開発ツールへのアクセスの継続を求める内容であった。マイクロソフトは「AppleのSDKやその他の開発ツールへのEpic Gamesのアクセス権を拒否した場合、Unreal EngineのiOSとmacOS上でのをサポートを妨げることになり、Unreal Engineだけでなく、Unreal Engineを使用してゲームを開発したことがある、もしくは開発中・開発する可能性のあるゲームクリエイターは、実質的に不利な立場に置かれることになる。」と述べた。

### 1回目の審理およびAppleによる反訴
8月24日、この訴訟問題に関する初めての審理がZoom経由で行われた。イボンヌ・ゴンザレス・ロジャーズ判事は、法廷審理を経て、AppleがiOSおよびmacOSの開発者ライセンスを奪うことを阻止するというEpic Gamesの要求を認めたが、App Storeから『フォートナイト』を削除するというAppleの決定を覆すという差止命令を認めなかった。ロジャーズは、開発者ライセンスの削除は「Unreal Engineプラットフォームそのものとゲーム業界の両方に大きなダメージを与える可能性がある」とし、Appleはそのステップを脅して「厳しく行動することを選択した」とした。『フォートナイト』の削除に関しては「（Epic Gamesは）取り返しのつかない損害を示していない。現在の苦境は自作自演と思われる。」としてAppleに同意した。
8月28日、Appleはこれまでに通達していた通り、Epic GamesのApp Store用アカウントを停止した。これにより、Epic Gamesはアプリに対するアップデートを行えず、ユーザーは新規のダウンロードおよびインストールができなくなった。その後の9月4日、Epic GamesはApp Storeにおける『フォートナイト』の削除および、App Store用アカウント停止の差し止め要請を裁判所に申し立てた。
9月8日、AppleはEpic Gamesに対抗する反訴を提起した。AppleはEpic Gamesの契約違反を主張しており、App Storeにおいて配信されていた『フォートナイト』を含むすべてのアプリから独自の決済システムを除去すること、また、同年8月13日からこのシステムによって得た利益を回収するための損害賠償を求めた。

### 2回目の審理
9月28日、この訴訟問題に関する2回目の審理が行われた。ロジャーズ判事は、「ゲーム業界でプラットフォーム側が30パーセントの手数料を課すことは業界標準」とし、Appleの定めるポリシーを回避しようとするEpic Gamesに対し、疑問を呈した。また、『ロミオとジュリエット』の有名な台詞を引用し、「（Epic Gamesの）一連の行為が英雄視されているが、不誠実であることに変わりはない」と述べた。最終決定を下す裁判が2021年7月以降に開かれる可能性が高いことを踏まえ、ロジャーズ判事は、「実際の人々が何を考えているかを理解することが重要」として陪審制を推奨した。Appleも当初から陪審制による裁判を希望していたが、審理後の両者の共同声明では、陪審制を拒否し、裁判官による訴訟の進展を求めた。

## 影響・反応
『フォートナイト』が各ストアから削除されたことを受け、当該アプリがインストールされたiPhoneを数万ドルという高額な価格でインターネットオークションに出品する者もいた。Polygonによると、ほとんどの人がゲームがApp Storeから削除されることを最初から予想していたので、多くのユーザーを驚かせることはなかったが、ユーザーは純粋にミームを求めて飛びついたと分析している。
FacebookやSpotify、Match Groupなどの企業は、Epic Gamesの訴訟を支持し、サービスに関連したAppleのApp Storeのポリシーに関する過去の問題について語っている。ニューヨーク・タイムズやウォール・ストリート・ジャーナルなどのメディアを代表する非営利の業界団体であるDigital Content Nextも、Epic Gamesの訴訟を支持し、AppleがAmazonのような一部のプロバイダーには独自に有利な取引を提供しているが、他のプロバイダーにはしていないと主張した。2020年9月、Epic Gamesを含む13の企業が、App Storeといったアプリストアのルール改善を求める団体「アプリ公平性のための連合」を立ち上げた。発足から1カ月で加盟デベロッパーが2倍以上に増えたことが分かった。
Appleは2020年9月11日以後、「Appleでサインイン」のサポートを解除するとEpic Gamesに通告したが期限不定の延期を申し出てきた。しかしEpic Games側は万が一に備えメールアドレスやパスワードの設定をする事を推奨している。
2025年5月20日にAppleがApp Storeでの配信を容認したことから、『フォートナイト』の配信を約5年ぶりに再開した。

### アメリカ国外
欧州連合競争法の一つであるデジタル市場法が欧州連合（EU）で2022年に発効したのを受け、Appleが独自のアプリストア開設を容認したことから、2024年8月にEU域内において、iOSでの本作の配信を4年ぶりに再開した。
日本でも2024年6月時点において、iOSではEpic Games製ソフトの配信を行っていない状態が続いている。しかし、同月12日に他の事業者がアプリストアを提供することや他の課金システムを利用することを妨げる行為を禁止する「スマートフォンにおいて利用される特定ソフトウェアに係る競争の促進に関する法律」が第213回国会において、可決・成立したことを受けて、2025年後半に『フォートナイト』並びに『Epic Gamesストア』アプリを再リリースすることをEpic Gamesの日本法人が発表した。

## Epic Games対Google訴訟
前述の通り、AppleだけでなくGoogleも同様にゲームをGoogle Play ストアから削除し、Epic Gamesから訴訟を起こされた。Appleに対する訴訟と同日に行われたが、Googleは、訴訟を巡る法的状況についてAppleとは大きく異なると強調している。Googleは、AppleのiOSには単一のストア (App Store) のみという制限があるのに対して、Androidの運用システムには、複数のストアやサイドローディングといった複数のアプリの配布方法があることを挙げ、「当事者には取引や運用上の事実に『実質的な』等価性が無い」と主張している。
Epic Gamesは訴状において、OnePlusおよびLGの携帯機器に『フォートナイト』をプリインストールする取引がGoogleの制限により妨害されたと主張している。続けて、「Android端末を競争に開放するという約束にもかかわらず、Googleは、ユーザーにアプリを配布する上で競合する方法を排除する契約上および技術上の障壁を構築し、アプリのダウンロードのほぼすべてをGoogle Play ストアが占めていることを確実にしている。」と述べている。
この訴訟を受けGoogleは、ザ・ヴァージに対し、「Play ストアを利用することを選択したゲーム開発者のために、開発者にとって公平であり、ユーザーにとって安全なストアを維持するための一貫したポリシーがある。『フォートナイト』はAndroidで引き続き利用できるが、当社のポリシーに違反しているため、Playでは利用できなくなった。ただし、Epic Gamesとの話し合いを継続し、『フォートナイト』をGoogle Playに復活させるための機会を歓迎する。」と述べている。